# Сарук (бахш)
Сарук (перс. ساروق) — бахш в Ірані, в шагрестані Фараган остану Марказі.

## Дегестани
До складу бахша входить єдиний дегестан — Сарук.